# Crematogaster tanakai
Crematogaster tanakai  (лат.) — вид муравьёв рода Crematogaster из подсемейства Myrmicinae (Formicidae). Юго-Восточная Азия (Борнео, Индонезия). Обнаружены на эпифитном растении  Platycerium sp. Мелкие муравьи (рабочие имеют длину около 4 мм, матки крупнее), коричневого цвета, голова рыжеватая или красная. Проподеальные без шипиков на заднегрудке. Основные промеры рабочих муравьёв: HW 1.66; HL 1.52; CI 109; SL 0.98; SI 59. Усики 11-члениковые (12 у самцов), булава 4-члениковая. Голова субквадратная, немного шире своей длины. Клипеус в средней части своего переднего края немного вогнутый, а его антеро-латеральные углы выступают вперёд. Стебелёк между грудкой и брюшком состоит из двух члеников: петиолюса и постпетиолюса (последний четко отделен от брюшка), жало развито, куколки голые (без кокона). Характерна возможность откидывать брюшко на спину при распылении отпугивающих веществ. Таксон был впервые описан в 2009 году японскими мирмекологами Ш. Хосоиши (Shingo Hosoishi) и К. Огата (Kazuo Ogata; Institute of Tropical Agriculture, Kyushu University, Фукуока, Япония) и назван в честь японского энтомолога Х. Танаки (Hiroshi O. Tanaka, Research Core for Interdisciplinary Sciences, Okayama University, Окаяма, Япония). Входит в состав подрода Physocrema.